# Пам'ятки археології Барського району
У Барському районі Вінницької області під обліком перебуває 18 пам'яток археології.
| №   | Охоронний № | Найменування пам'ятки                                    | Адреса          | Дата (епоха)                                  | Дата відкриття або виявлення | Автори (дослід.)                       | Рішення про взяття під охорону |
| --- | ----------- | -------------------------------------------------------- | --------------- | --------------------------------------------- | ---------------------------- | -------------------------------------- | ------------------------------ |
| 1.  | 186         | Скіфське поселення                                       | м. Бар          | V-IV ст. ст. до н. е.                         | 1974 р.                      | краєзнавець Б. С. Жураківський         | № 96 18.02.1983 р.             |
| 2.  | 7           | Поселення епохи бронзи                                   | с. Васютинці    | XII-IX ст. ст. до н. е.                       | 1996 р.                      | Потупчик М. В.                         | № 443 від 22.12.1997 р.        |
| 3.  |             | Поселення трипільської культури                          | смт. Копайгород | IV-III тис. до н. е.                          | 2010 р.                      | Потупчик М. Є.                         | щойно виявлена                 |
| 4.  |             | Поселення епохи бронзи                                   | с. Кошаринці    | ІІ тис. до н. е.                              | 2010 р.                      | Потупчик М. Є.                         | щойно виявлена                 |
| 5.  |             | Поселення епохи бронзи                                   | м. Мальчівці    | ІІ тис. до н. е.                              | 2010 р.                      | Потупчик М. Є.                         | щойно виявлена                 |
| 6.  |             | Поселення трипільської культури та ранньо-скфського часу | м. Мальчівці    | III тис. до н. е., VII–VI ст. до н. е.        | 2010 р.                      | Потупчик М. Є.                         | щойно виявлена                 |
| 7.  |             | Поселення черняхівської культури                         | с. Мар'янівка   | ІІІ-IV ст.                                    | 2010 р.                      | Потупчик М. Є.                         | щойно виявлена                 |
| 8.  | 1           | Поселення передскіфського періоду                        | с. Митки        | VIII-VII ст. ст. до н. е.                     | 1986 р.                      | к. і. н. П. І. Хавлюк                  | № 227 від 26.06.1987 р.        |
| 9.  | 184         | Поселення трипільської культури                          | с. Пилипи       | IV-III тис. до н. е.                          | 1965 р.                      | В. Д. Гопак                            | № 96 від 18.02.1983 р.         |
| 10. | 2           | Поселення епохи бронзи                                   | с. Семенки      | XI-X ст. ст. до н. е.                         | 1982 р.                      | науковий співробітник Б. В. Магомедов  | № 75 від 20.02.1985 р.         |
| 11. | 3           | Поселення епохи бронзи і черняхівської культури          | с. Сеферівка    | XI-X ст. ст. до н. е., ІІ-IV ст. ст. до н. е. | 1982 р.                      | науковий спів-робітник Б. В. Магомедов | № 75 від 20.02.1985 р.         |
| 12. |             | Поселення епохи бронзи                                   | с. Супівка      | ІІ тис. до н. е.                              | 2010 р.                      | Потупчик М. Є.                         | щойно виявлена                 |
| 13. |             | Поселення епохи ранньої бронзи                           | с. Супівка      | ІІІ-ІІ тис. до н. е.                          | 2010 р.                      | Потупчик М. Є.                         | щойно виявлена                 |
| 14. | 2           | Поселення трипільської культури                          | с. Українське   | IV-III тис. до н. е.                          | 1986 р.                      | к. і. н. П. І. Хавлюк                  | № 227 від 26.06.1987 р.        |
| 15. | 3           | Поселення передскіфського періоду                        | с. Українське   | VIII-VII ст. ст. до н. е.                     | 1986 р.                      | к. і. н. П. І. Хавлюк                  | № 227 від 26.06.1987 р.        |
| 16. |             | Поселення епохи бронзи                                   | с. Шипинки      |                                               | 2010                         | Потупчик М. Є.                         | щойно виявлена                 |
| 17. | 185         | Поселення трипільської культури                          | с. Ялтушків     | III-VI тис. до н. е.                          | 1966 р.                      | к. і. н. П. І. Хавлюк                  | № 75 від 20.02.1985 р.         |
| 18. | 187         | Поселення черняхівської культури                         | с. Ялтушків     | ІІ-IV ст. до н. е.                            | 1965 р.                      | к. і. н. П. І. Хавлюк                  | № 75 від 20.02.1985 р.         |
|     |             |                                                          |                 |                                               |                              |                                        |                                |

## Джерело
- Пам'ятки Вінницької області